# Oldřich Svojanovský
Oldřich Svojanovský (ur. 9 marca 1946 w Otrokovicach) – czeski wioślarz reprezentujący Czechosłowację, dwukrotny medalista olimpijski i brązowy medalista mistrzostw świata.

## Kariera
Wystąpił na igrzyskach olimpijskich w Meksyku w 1968, gdzie zajął piąte miejsce w ósemkach. Na rozgrywanych cztery lata później igrzyskach olimpijskich w Monachium startował w dwójkach ze sternikiem. Osada Czechosłowacji w składzie: Oldřich Svojanovský, Pavel Svojanovský (jego starszy brat) i Vladimír Petříček (sternik) zdobyła srebrny medal, plasując się 2,32 sekundy za osadą NRD i o 1,79 sekundy przed Rumunią. Brał też udział w igrzyskach olimpijskich w Montrealu w 1976, razem z bratem i sternikiem Ludvíkiem Vébrem zajmując trzecie miejsce. W finale o 3,29 sekundy wyprzedziła ich osada NRD, a o 1,46 sekundy szybsza była osada ZSRR.
Razem z Pavlem Svojanovským i Vladimírem Petříčkiem zajął także trzecie miejsce w dwójkach ze sternikiem na mistrzostwach świata w Lucernie (1974).
W tej samej konkurencji zdobył również złoty medal na mistrzostwach Europy w Klagenfurcie (1969) i srebrny na mistrzostwach Europy w Kopenhadze (1971).
W młodości uprawiał biegi narciarskie, był między innymi członkiem juniorskiej reprezentacji Czechosłowacji. Po zakończeniu kariery w 1978 był taksówkarzem, a po rozpadzie Czechosłowacji prowadził własną firmę transportową. W 2004 został prezesem Czeskiego Klubu Olimpijczyków.